# أنبوب طوربيد

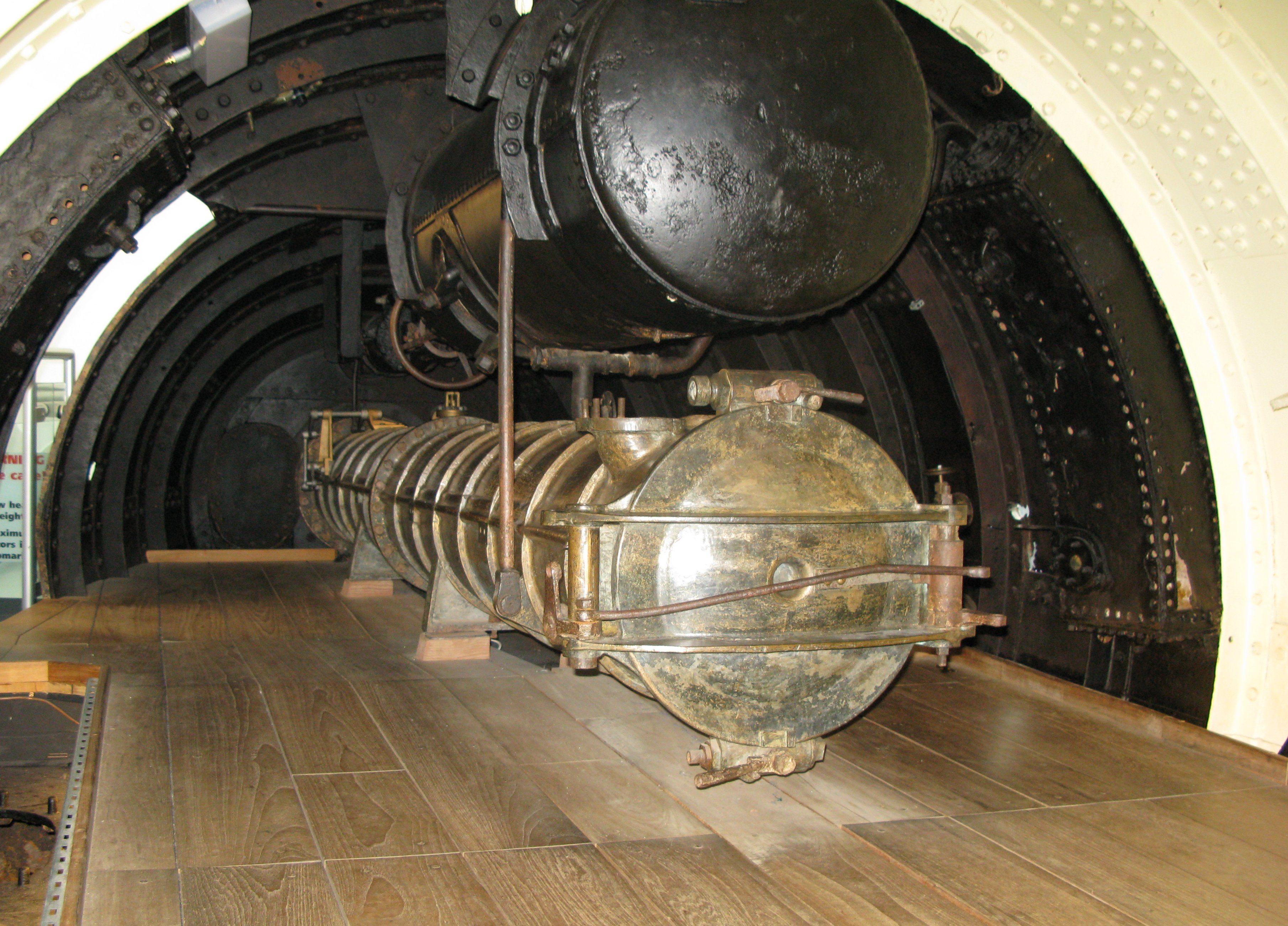
أنبوب الطوربيد في

أنبوب الطوربيد عبارة عن جهاز على شكل أسطوانة لإطلاق الطوربيدات.
هناك نوعان رئيسيان من أنابيب الطوربيد: أنابيب تحت الماء تستخدم في الغواصات وبعض السفن السطحية، ووحدات مركبة على سطح السفينة (يشار إليها أيضًا باسم قاذفات الطوربيد) مثبتة على متن سفن سطحية. عادة ما يتم تصميم قاذفات الطوربيد المثبتة على سطح السفينة لنوع معين من طوربيد، في حين أن أنابيب طوربيد الغواصة هي قاذفات للأغراض العامة، وغالبًا ما تكون أيضًا قادرة على نشر الألغام وصواريخ كروز. انظر فئات الطوربيدات.

## أنابيب طوربيد الغواصات
آلية عمل أنبوب طوربيد الغواصة أكثر تعقيدًا من أنبوب الطوربيد المستخدم على سطح السفينة، لأن الأنبوب يجب أن يحقق وظيفة نقل الطوربيد من الضغط الجوي العادي داخل الغواصة إلى الضغط الجوي في مياه البحر الموجودة حول غواصة. وبالتالي فإن أنبوب طوربيد الغواصة يعمل على مبدأ غرفة الضغط.

## روابط خارجية
- الأسطول نوع الغواصة اون لاين 21 بوصة البحرية الغارقة طوربيد أنابيب الولايات المتحدة مقيدة الذخائر كتيب 1085، يونيو 1944
- أنابيب الطوربيد الألمانية U-Boats